# 蒂尼-特吕尼
蒂尼-特吕尼（法語：Thugny-Trugny，法語發音：[tyɲi tʁyɲi]）是法国阿登省的一个市镇，属于勒泰勒区。该市镇于1828年由原市镇蒂尼（Thugny）和特吕尼（Trugny）合并而成。

## 地理
蒂尼-特吕尼（49°29'3"N, 4°25'27"E）面积13.41 平方千米，位于法国大東部大區阿登省，该省份为法国北部内陆省份，西接埃纳省，南至马恩省，东临默兹省，北与比利时接壤。
与蒂尼-特吕尼接壤的市镇（或旧市镇、城区）包括：阿内勒、比耶尔姆、库西、杜村、佩尔特、勒泰勒、瑟伊。

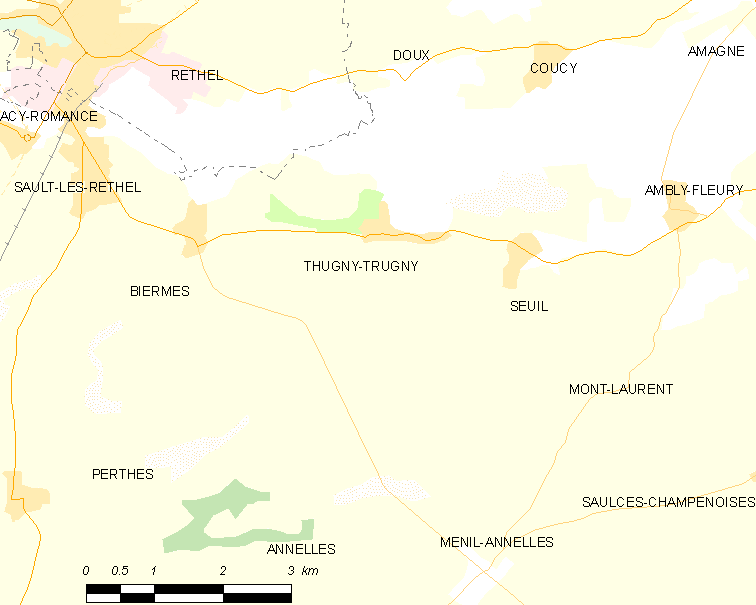
蒂尼-特吕尼的OSM定位图

蒂尼-特吕尼的时区为UTC+01:00、UTC+02:00（夏令时）。

## 行政
蒂尼-特吕尼的邮政编码为08300，INSEE市镇编码为08452。

## 政治
蒂尼-特吕尼所属的省级选区为勒泰勒县。

## 人口

1962-2008年间蒂尼-特吕尼人口变化图示

蒂尼-特吕尼于2022年1月1日时的人口数量为248人。